# ۷۰۲ (میلادی)
۷۰۲ (میلادی) هفتصد  و دومین سال تقویم میلادی است.

## زادگان
- جعفر بن محمد (صادق) : ششمین امام شیعیان اثنی عشری .

## درگذشتگان
‎